# Czarny rumak
Czarny rumak (ang. The Black Stallion) – amerykański film przygodowy z 1979 roku na podstawie powieści The Black Stallion Waltera Farleya.

## Obsada
- Kelly Reno - Alec Ramsey
- Mickey Rooney - Henry Dailey
- Teri Garr - Pani Ramsey, matka Aleca
- Clarence Muse - Snoe
- Hoyt Axton - Pan Ramsey, ojciec Aleca
- Michael Higgins - Jim Neville
- Ed McNamara - Jake
- Doghmi Larbi - Arab

i inni

## Nagrody i nominacje
Oscary za rok 1979
- Nagroda Specjalna za montaż dźwięku - Alan Splet
- Najlepszy montaż - Robert Dalva (nominacja)
- Najlepszy aktor drugoplanowy - Mickey Rooney (nominacja)

Złote Globy 1979
- Najlepsza muzyka - Carmine Coppola (nominacja)

Nagrody BAFTA 1980
- Najlepsze zdjęcia - Caleb Deschanel (nominacja)